# Артёмов, Александр Александрович
Александр Александрович Артёмов  (1912, село Фрол, Коробовский район, Московская область — 1942) — русский советский поэт.

## Биография
Артёмов Александр Александрович родился 14 июня 1912 года в селе Фрол Коробовского района Московской области. В 1918 году отец умер, и Александр с матерью переехали в город Рязань. Мама работала на Мурминской суконной фабрике. В 1924 году умерла мать, и Александр был взят дядей, жившем в селе Фрол. Потом жил в семье двоюродного брата Николая Рогова в селе Спас-Клепики. Здесь учился в той же школе, где ранее учился Сергей Есенин. Александр Александрович закончил семь классов, потом переехал в Шатуру.
В 1931 году по мобилизации райкома комсомола послан на торфразработки, работал грузчиком. Был на культработе, на комсомольской работе. В 1934 году с работы секретаря Общеболотного коллектива ВЛКСМ призван в ряды РККА. По 1936 год служил в рядах ОКДВА, в 24-м железнодорожном полку, краснофлотцем, затем младшим командиром, исполняющим обязанности начальника полковой библиотеки. После службы остался во Владивостоке. Работал в газете Тихоокеанского флота «На боевой вахте» (заведующим литературным отделом), а затем в газете «За большевистские темпы».
В 1940 году Александр Артёмов поступил в Литературный институт имени Горького. В июне 1941 года ушёл добровольцем на фронт. Александр Александрович Артёмов погиб в боях за Родину в 1942 году.

## Творчество

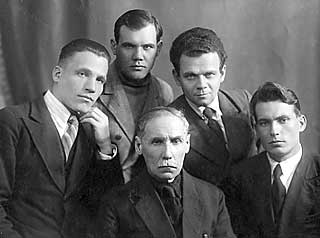
Александр Артёмов (крайний справа) среди приморских писателей и поэтов, 1930-е годы

Александр Александрович начал писать стихи с пятнадцати лет. Вначале читал их на вечерах и комсомольских собраниях. С 1935 года Александр Артёмов начал печататься — сначала во владивостокской газете «Красное знамя», затем в журнале «На рубеже», в коллективных сборниках молодых поэтов, в московских и ленинградских журналах. В 1939 году выпустил сборник «Тихий океан», который открывался разделом «Дорога отцов». Герои Артёмова — первые землепроходцы окраин России, защитники Порт-Артура, герои гражданской войны, пограничники-хасанцы, строители-комсомольцы новых магистралей. В 1940 году появляется сборник «Победители». В начале 1941 года в Москве вышел его последний прижизненный сборник «Атакующее слово».
В последние стихи входит мотив будущей войны, тревоги и готовности к защите Отечества. Основные жанры: баллады, легенды, лирические стихотворения, поэмы (поэмы «Магистраль», «Одиннадцать», фрагменты поэмы «Сергей Лазо», наброски к поэме «Витус Беринг»). Писал для детей: «Приключения трёх щенков» (1939).
Творчество Артёмова неотделимо от Дальнего Востока. Он исколесил Приморье, часто встречался с пограничниками, участниками боёв на Халхин-Голе и озере Хасан. Эти встречи также дали богатый материал для стихов.
Недолго длилась сознательная творческая работа А. Артёмова, но он успел создать четыре книги поэм, баллад, сказов, стихов, в которых живут и дышат океанская ширь, приморская тайга, седые горы Сихотэ-Алиня, ледяные пустыни Севера.

## Произведения А. А. Артёмова
- Артёмов А. А. Приключение трёх щенков: сказки для детей мл. возраста / А. А. Артёмов. — Хабаровск: Дальгиз, 1939. — 15 с.
- Артёмов А. А. Тихий океан: стихи / А. А. Артёмов. — Хабаровск: Дальгиз, 1939. — 120 с.
- Артёмов А. А. Победители: стихи / А. А. Артёмов. — Хабаровск: Дальгиз, 1940. — 96 с.
- Артёмов А. А. Атакующее слово: стихи / А. А. Артёмов. — М: Воениздат, 1941. — 32 с.